# Dirección General @prende.mx

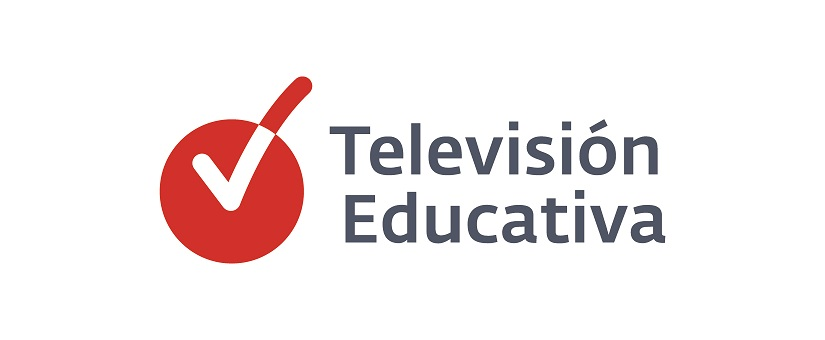

La Dirección General @prende.mx, conocida anteriormente como Dirección General de Televisión Educativa es la productora de programas educativos de la Secretaría de Educación Pública de México con orígenes que datan de 1968 (Hace 57 años). Los cuales se transmiten por la red de televisión educativa Edusat.  Edusat es el acrónimo de "educación" y "satélite".

## Historia
El gobierno de México implementó la Telesecundaria en 1968 para proporcionar educación secundaria a los estudiantes en las zonas rurales a través de canales de televisión abierta. Con el lanzamiento de la Morelos II vía satélite, Telesecundaria comenzó a transmitir a través de uno de sus canales analógicos. En 1994, Telesecundaria empezó a emitir en formato digital con el advenimiento de la Solidaridad I y vía satélite Edusat nació y comenzó a transmitir en seis canales.
Desde diciembre de 1995 a 1998 los servicios de EDUSAT emigraron a Satmex 5 y II Digicipher, por esta vez con la potencia de señal de cinco veces lo que era durante la época de Morelos II y el número de canales aumentó a 10, con un potencial de seis más y un área más grande de cobertura. Hoy en día, Edusat es recibido por 35,000 Decodificadores ubicados en México y 1,000 en otras zonas del continente. La tecnología es responsabilidad de la SCT y Telecomm.

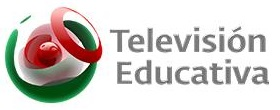
Logotipo de la Dirección General de Televisión Educativa empleado hasta el año 2019.

El 31 de octubre de 2014, por proyecto de decreto del entonces presidente Enrique Peña Nieto, se anuncia la creación de la Coordinación General @prende.mx, con el objetivo de llevar a cabo la planeación, coordinación, ejecución y evaluación periódica del Programa de Inclusión y Alfabetización Digital, esto sin reemplazar a la ya existente Dirección General de Televisión Educativa.
Durante 7 años, ambas dependencias convivían de manera separada, DGTVE operando Edusat y sus canales de televisión, mientras que @prende.mx operaba el esquema digital, hasta el 2022, cuando fue desaparecido debido a un decreto realizado por el presidente Andrés Manuel López Obrador, el cual otorga las atribuciones de operar el sistema Edusat, incluyendo los canales y servicios que operaba DGTVE, además, de eliminar del Presupuesto de Egresos de la Federación de 2022 a este organismo. Es así, que el 1 de enero de 2022, DGTVE deja de existir, y @prende.mx toma el control de todo contenido que operaba la anterior, dejando así, un solo organismo encargado de controlar, producir y distribuir los contenidos de la Secretaría de Educación Pública.

## Edusat
Edusat transmite 13 servicios de televisión, siete de los cuales programa, además de tres estaciones de radio públicas.
Los canales de televisión que produce la Dirección General @prende.mx y que se transmiten por la red Edusat son:
Canal 11 = Telesecundaria

Canal 12 = Capacita Tv

Canal 17 = Telebachillerato

Canal 21 = Tele México

Canal 22 = Tv Universidad

Canal 24 = @prende Tv

Canal 26 = Especiales

Canal 27 = Telesecundaria+

Canal 30 = @prende+

## Servicios
Edusat transmite su propio contenido, así como Discovery Kids y Canal Cl@se, a través de sus canales 21 y 22. El contenido de los cuatro canales es proporcionado por el Instituto Latinoamericano de Comunicación Educativa. Aunque la señal está disponible en todo el continente americano (excepto la parte oriental de Brasil) los servicios de EDUSAT se ofrecen sólo en México, América Central y algunas regiones de los Estados Unidos.
Además, varias estaciones de televisión pública del estado, incluyendo TV UNAM en la Ciudad de México y similares plazo universidad estaciones de televisión, la programación de Edusat retransmisión terrestre.
El 21 de noviembre de 2000, la Videoteca Nacional Educativa (VNE, "Biblioteca Nacional de Video Educativo"), la primera colección y el catálogo de los medios educativos de audio y visuales en América Latina con 100.000 títulos.
En 2005, se asoció con Edusat de Salud de California de Aprendizaje a Distancia de red (CDLHN) para promover la educación para la salud en las Américas.

## Plataformas
Edusat tiene un convenio con PCTV México para la transmisión del canal Aprende Tv. En 2012, forma otra alianza con el Sistema Público de Radiodifusión del Estado Mexicano (antes Organismo Promotor de Medios Audiovisuales) para su segundo canal nacional, Ingenio Tv.